# 旧金山艺术大学
旧金山艺术大学（英語：Academy of Art University），簡稱舊藝大（AAU 或 ART U），是一所营利艺术学校，位于美国加利福尼亚州旧金山，1929年由理查德·S·斯蒂芬（ Richard S. Stephens）建立，有超过18000名的学生入学，是美国最大的艺术和设计学校。2021年獲The Rookies世界排名 （页面存档备份，存于）第十四名的3D動畫學校。

## 历史
1929年，理查德·S·斯蒂芬（ Richard S. Stephens）建立了美术广告学院（Academy of Art Advertising），它是旧金山艺术大学的前身。他的妻子克拉拉·史蒂芬租来一个阁楼教广告艺术，接下来的几年里，他雇用了一些艺术和设计学校的老师来教授课程。1933年，学校扩充课程，加入了时装插图专业。1936年，又加入了美术学院。
史蒂芬的儿子理查德·A·斯蒂芬（Richard A. Stephens），1951年从斯坦福大学毕业后，接手学校。在他儿子任期期间，把入学率从50人扩大到了5200人。他还新建了基础部，提供基础课程，教授艺术和设计的基本原则。1966年，学校建立艺术学院，同年，美国教育部批准其给学生授予美术学士学位。1977年，学校增加美术学士学位的数量。1983年，加利福尼亚州批准其开设硕士课程。理查德·A·斯蒂芬的女儿伊莉莎·史蒂夫从1992年接手学校。

## 学校院系
- 表演（Acting）
- 广告（Advertising）
- 动画和视觉效果（Animation and Visual Effects）
- 建筑（Architecture）
- 艺术教育（Art Education）
- 时装（Fashion Design）
- 游戏设计（Game Design）
- 平面设计（Graphic Design）
- 插画（Illustration）
- 工业设计（Industrial Design）
- 室内建筑和设计（Interior Architecture and Design）
- 景观设计（Landscape Architecture）
- 电影和电视（Motion Pictures and Television）
- 多媒体（Multimedia Communications）
- 大众媒体：音乐制作人和声音设计（Music Production and Sound Design for Visual Media）
- 摄影（Photography）
- 网页设计和新媒体（Web Design and New Media）

## 体育
| - 棒球（Baseball） - 篮球（Basketball） - 越野赛（Cross Country） - 高尔夫球（Golf） - 英式足球（Soccer） - 田径（Track and Field） | - 篮球（Basketball） - 越野赛（Cross Country） - 高尔夫球（Golf） - 英式足球（Soccer） - 垒球（Softball） |

## 著名校友
- 火烧（季怀玉），艺术家
- 克里斯·米尔克（Chris Milk），艺术家[3]
- 亚历杭德罗·拉林德（Alejandro Lalinde），音乐制作人[4]
- 迪安·菲茨莫里斯（Deanne Fitzmaurice），艺术家[5]
- 玛丽·松本（Mari Matsumoto），艺术家[6]
- 李澈河（Lee Cheol-ha），韩国导演[7][8][9]
- 杰森·斯佩林（Jason Sperling），制作人[10]
- 杰弗里·麦卡里克 (Geoffrey McCarrick) 时装设计师 [11]
- 柯娜提·希克斯（Kourtny Hicks），苹果公司设计师[12]
- 伊恩·高橋（Ian Takahashi ），摄影家[12]
- 克里斯·科特斯（Chris Cortez），艺术家[13]
- 安娜·谢菲尔德（Anna Sheffield），制作人[14]
- 莫比·弗兰克（Moby Francke ），制作人[15]
- 劳伦·康拉德（Lauren Conrad ），演员[16]

## 著名教师
- 黛安·贝克（Diane Baker），好莱坞女演员
- 兰妮·刘（Lanny Liu），女演员
- 琳蒂斯·山崎（Lindsey Yamasaki），女运动员
- 特里·威特拉奇（Terryl Whitlatch），设计师